# 第7独立自動車化狙撃旅団
第7独立親衛自動車化狙撃旅団（だい7どくりつしんえいじどうしゃかそげきりょだん、ロシア語: 7-я отдельная гвардейская мотострелковая бригада）とは、ロシア陸軍の旅団の一つ。南部軍管区所属。

## 歴史

### ドンバス戦争
- 2014年：スラビャンスク地域でウクライナ軍と戦闘を行った分離主義勢力を基幹に創設[1]。
- 2015年：旅団所属の戦車部隊がドネツク空港の戦いにてウクライナ軍と交戦した[2]。同年、大祖国戦争時代にナチス・ドイツからドンバスを解放した「第127チスチャコフスカヤ狙撃旅団」に敬意を示し名誉名「チスチャコフスカヤ」を授与された[3]。
- 2015年末：旅団は第2ルハンシク・セヴェロドネツク陸軍軍団の一部になった[4]。
- 2018年10月10日：「親衛」称号を授与される[5]。

### ウクライナ侵攻
- ウクライナ侵攻後、同部隊はリマンの戦いに投入された。
- 2023年1月1日：第8諸兵科連合軍隷下になる[6]。
- 2024年：第3親衛諸兵科連合軍隷下になる[7]。
- 2024年10月23日：ドネツク州セレブリャンカ村を解放したことにたいしてロシア国防大臣アンドレイ・ベロウソフが祝意を述べ、表彰した[8]。